# Ben (humoriste)
Pour les articles homonymes, voir Ben et Abdallah.
Cédric Ben Abdallah, plus connu sous le nom de Ben, est un humoriste et acteur français, né le 20 juin 1979 à Nanterre (Hauts-de-Seine).

## Biographie

### Jeunesse
Né d'un père algérien et d'une mère française, Cédric Ben Abdallah passe sa jeunesse à Nevers avec sa grand-mère maternelle. Il prépare un bac sciences et technologies industrielles mais interrompt ses études en classe de terminale. Il vit de petits boulots et suit une formation par alternance. Il s'établit à Paris, se produit pour la première fois en public en 2001 sur les scènes ouvertes du théâtre Trévise et intègre la troupe du festival international d'expression artistique libre et désordonnée,.

### Carrière

#### Télévision
En 2005, Ben apparaît dans les programmes courts Le Git'com et Enquête d'humour, diffusés par la chaîne Comédie !. L'année suivante, il effectue deux passages dans le Jamel Comedy Club. Repéré par France 4, il devient chroniqueur dans l'émission de Les Agités du bocal,. Il parodie un acteur assurant la promotion d'un film dans les 20 épisodes de la mini-série Ben se fait des films, qu'il a coécrite. En 2008, il présente un sketch au festival « Paris fait sa comédie 2008 », enregistré à l'Olympia à Paris, puis diffusé à la télévision.
Il incarne Romain dans la série québécoise La Galère. Puis, en 2010, il tient le rôle de Vince dans Les Invincibles, adaptation française de la série québécoise éponyme,. Il obtient l'un des rôles principaux dans la série policière de Claude et Julien Zidi Les Ripoux anonymes. De 2013 à 2014, on le retrouve dans l'émission quotidienne de Laurent Ruquier On n'demande qu'à en rire où il se fait connaître du grand public.
Depuis la rentrée 2014, il fait des apparitions chez Michel Drucker dans Vivement dimanche prochain lors de petits sketchs.
En 2017, il incarne Julien Di Maggio, un infirmier, dans la saison 3 de Nina sur France 2.

#### Radio
De 2008 à 2010, l'humoriste fait partie de l'équipe de l'émission de radio Le Fou du roi animée par Stéphane Bern. De septembre 2010 à juin 2013, il tient une chronique humoristique bihebdomadaire puis hebdomadaire (le jeudi), intitulée Le Billet de Ben, dans la matinale de France Inter,.

#### Cinéma
En 2012, Ben apparaît au cinéma dans le film Superstar du réalisateur Xavier Giannoli, et en 2013 dans Hôtel Normandy de Charles Nemes.

#### Scène
Humoriste de l'absurde, il admire et trouve son inspiration dans le style de François Rollin et cite volontiers parmi ses références dans le domaine de l'humour Pierre Desproges, Daniel Prévost ou encore les Monty Python,.
En 2003, il écrit son premier one-man-show, intitulé Ben. À partir de 2007, il présente Ben, quoi d'autre ? au théâtre du Point-Virgule,.
Ben s'est produit entre autres au festival Youhumour de Saint-Orens-de-Gameville, au festival du rire de Montreux et au festival Juste pour rire de Montréal.
De 2015 à 2017, Ben présente son spectacle Ben, écoresponsable dans une tournée en province, puis au Lucernaire à Paris en fin d'année.
En 2019, il est en tournée avec Arnaud Tsamere dans leur spectacle Ensemble (sur scène).

## Émissions de télévision

### Émissions
- 2003 - 2004 : Les Coups d'humour, TF1
- 2006 : Jamel Comedy Club, Canal+
- 2007 : Les Agités du bocal, France 4
- 2008 : Pliés en 4, France 4
- 2008 - 2009 : Ben se fait des films, France 4
- 2011 : Les 2 mecs qui bossent à Canal, Canal+
- 2011 : Les stars du rire, France 2
- 2012 : Very Bad Blagues, Direct 8
- 2013 - 2014 : On n'demande qu'à en rire, France 2
- 2017 : Vous pouvez répéter la question ?, France 2
- 2014 - 2018 : Vivement dimanche prochain, France 2

#### On n'demande qu'à en rire
Arrivé tardivement dans l'émission, Ben effectue son premier passage le 17 avril 2013, soit à la fin de la Saison 3, et devient ainsi de justesse pensionnaire-sociétaire le 21 juin 2013 avec son 10e passage. Il ne totalise que 20 passages, deux sketchs non-notés et un sketch en prime-time dans l'émission, dont 7 duos avec Arnaud Tsamere au style d'humour proche, mais en devient une vraie révélation, après un bon 1er passage, en totalisant quasiment à chaque sketch plus de 90 points, et de nombreux 20/20 de la part du jury.
Lors du 6e et dernier prime du 28 juin 2013, remporté par Donel Jack'sman, il n'arrive qu'à la 9e place sur 10 participants, avec un total de 144/200, ce qui en fait son sketch le plus faiblement noté depuis son arrivée.
| 1       | J'ai crevé, je dois changer une roue                                         | 17 avril 2013 | 77                                         |
| 2       | Le rasage, moment important du matin                                         | 23 avril 2013 | 95                                         |
| 3       | Choisir une belle montre                                                     | 2 mai 2013    | 98                                         |
| 4       | 2 policiers dans une voiture équipée d'un radar (en duo avec Arnaud Tsamere) | 7 mai 2013    | 97                                         |
| 5       | Je me suis inventé des diplômes                                              | 15 mai 2013   | 97                                         |
| 6       | Un casting pour être Miss sur le Tour de France (en duo avec Arnaud Tsamere) | 23 mai 2013   | 99                                         |
| 7       | 5 fruits et légumes par jour                                                 | 11 juin 2013  | 83                                         |
| 8       | Vendre un tableau de peintre inconnu (en duo avec Arnaud Tsamere)            | 14 juin 2013  | 94                                         |
| 9       | Pour draguer, mieux vaut avoir une guitare                                   | 18 juin 2013  | 80                                         |
| 10      | Association de défense des lapins (en duo avec Arnaud Tsamere)               | 21 juin 2013  | 97                                         |
| 11      | C'est nous les Daft Punk (en duo avec Arnaud Tsamere)                        | 26 juin 2013  | 90                                         |
| Prime 6 | N'oubliez pas les paroles (participation de Vérino)                          | 28 juin 2013  | 144/200 (Jury : 71 - Téléspectateurs : 73) |

| 12         | Sept minutes seulement pour apprendre à lire                                                                                  | 8 avril 2014  | 92       |
| 13         | Un bol à 26 millions d'euros (en duo avec Arnaud Tsamere)                                                                     | 21 avril 2014 | 85       |
| 14         | Le Monopoly change ses règles                                                                                                 | 23 avril 2014 | 85       |
| Non noté 1 | Une expo sur les mousquetaires au Musée de l'Armée (en quatuor avec Arnaud Cosson, Arnaud Tsamere et Artus)                   | 25 avril 2014 | non noté |
| Non noté 2 | Le concours du plus bel arbre (en duo avec Arnaud Tsamere et participation de Florent Peyre en voix-off et Garnier et Sentou) | 28 avril 2014 | non noté |
| 15         | Un danseur étoile en tournée                                                                                                  | 1er mai 2014  | 83       |
| 16         | Trop de codes à retenir | 5 mai 2014    | 79       |
| 17         | Les animaux ne sont pas des meubles                                                                                           | 13 mai 2014   | 79       |
| 18         | Bégaiement : de nouvelles pistes de recherche                                                                                 | 20 mai 2014   | 71       |
| 19         | Les chats vont-ils dominer le monde ? (en duo avec Arnaud Tsamere)                                                            | 13 juin 2014  | 75       |
| 20         | Une piscine aux tarifs exorbitants                                                                                            | 20 juin 2014  | 76       |

## Filmographie

### Télévision
- 2007 : La Galère, Ben
- 2007 : Off Prime (Saison 2), M6
- 2010 - 2011 : Les Invincibles, Arte
- 2011 : Bref, Canal+
- 2011 : Les Ripoux anonymes, TF1
- 2012 : Le Bonheur des Dupré, TF1
- 2014 : 3 femmes en colère, France 2
- 2014 : Les Fées du logis, France 2
- 2017 : Nina , France 2 : Julien Di Maggio, nouveau coéquipier de Nina à la suite de la fusion avec l'hôpital nord.
- 2019 : On va s'aimer un peu, beaucoup... (saison 2)
- 2020 : Une belle histoire, France 2
- 2022 : Toutes ces choses qu'on s'est pas dites de Miguel Courtois, Canal+
- 2022 : Détox de Marie Jardillier : Nico

### Cinéma
- 2011 : Au bistro du coin de Charles Nemes
- 2012 : Superstar de Xavier Giannoli
- 2012 : Qui a tué Cendrillon? de Laurent Ardoint
- 2013 : Les Petits Princes de Vianney Lebasque
- 2013 : Hôtel Normandy de Charles Nemes
- 2017 : Jalouse de David et Stéphane Foenkinos
- 2018 : Tamara Vol.2 d'Alexandre Castagnetti
- 2021 : Mes très chers enfants d'Alexandra Leclère

## Théâtre
- 2018 : Trois hommes et un couffin, de et mise en scène Coline Serreau, théâtre du Gymnase

## Spectacles
- 2003 : Ben
- 2007 : Ben, quoi d'autre ?
- 2015 - 2017 : Ben, écoresponsable
- 2018 - 2019 : Ensemble (sur scène) coécrit et en duo avec Arnaud Tsamere
- Depuis 2021 : Ben, il a beaucoup pleuvu coécrit avec Thibault Segouin

## Radio
- 2008 - 2010 : Le Fou du roi, France Inter
- 2010 - 2013 : Le Billet de Ben, France Inter
- 2017 - 2018 : Chronique dans l'émission de Daphné Bürki, Europe 1